# DREAM PASSPORT
『DREAM PASSPORT』（ドリーム・パスポート）は、日本の男性アイドルグループである光GENJIのアルバム。同グループの8枚目の作品として、ポニーキャニオンから1992年12月3日にリリースされた。

## 構成
前作『VICTORY』から約1年2か月ぶりとなる作品で、クリスマスソングを中心に計12曲が収録されている。
初回特典として、新曲「クリスマス組曲」が収録された8cmCDが同梱されている。

## 批評
| 専門評論家によるレビュー | 専門評論家によるレビュー |
| レビュー・スコア         | レビュー・スコア         |
| 出典                     | 評価                     |
| ------------------------ | ------------------------ |
| CDジャーナル             | 否定的                   |

『CDジャーナル』は、楽曲に関して「歌ってる世界にリアリティないのが彼らの特徴」としたうえで「宙、奇跡、星、夢、愛…。永遠に星の王子様でいるつもりなのか」と否定的な評価を下している。

## 収録曲

### CD
| #         | タイトル                                   | 作詞       | 作曲           | 編曲      | 時間  |
| --------- | ------------------------------------------ | ---------- | -------------- | --------- | ----- |
| 1.        | 「蒼い夜明け」                             | 上田知華   | 上田知華       | 新川博    | 4:44  |
| 2.        | 「DREAM FLIGHT」                           | 佐藤ありす | 和泉一弥       | 佐藤準    | 3:30  |
| 3.        | 「恋の流星ブギ」                           | 高柳恋     | 岸正之         | 米光亮    | 4:04  |
| 4.        | 「水の惑星 〜Love Balloon〜」              | 三浦徳子   | 鈴木キサブロー | 新川博    | 4:57  |
| 5.        | 「星空のメッセージ」                       | 佐藤ありす | 和泉一弥       | 佐藤準    | 1:46  |
| 6.        | 「モナリザを探せ」                         | 松井五郎   | 都志見隆       | 石田勝範  | 3:18  |
| 7.        | 「君を守りたい」                           | 山本英美   | 岸正之         | 佐藤準    | 5:15  |
| 8.        | 「勇気を出して」                           | 三浦徳子   | 清岡千穂       | 新川博    | 4:03  |
| 9.        | 「朝日のあたる街」(諸星和己, 山本淳一)     | 高柳恋     | 山口美央子     | 新川博    | 2:26  |
| 10.       | 「裸足の旅人」(佐藤寛之, 赤坂晃, 佐藤敦啓) | 高柳恋     | 山口美央子     | 新川博    | 2:32  |
| 11.       | 「…そして未来へ」(内海光司, 大沢樹生)      | 高柳恋     | 山口美央子     | 新川博    | 2:17  |
| 12.       | 「And I love you」                         | 三浦徳子   | 佐藤健         | 新川博    | 3:36  |
| 合計時間: | 合計時間:                                  | 合計時間:  | 合計時間:      | 合計時間: | 42:28 |

| #         | タイトル           | 作詞      | 作曲       | 編曲      | 時間 |
| --------- | ------------------ | --------- | ---------- | --------- | ---- |
| 1.        | 「クリスマス組曲」 | 原真弓    | 山口美央子 | 石田勝範  | 5:57 |
| 合計時間: | 合計時間:          | 合計時間: | 合計時間:  | 合計時間: | 5:57 |

## 参加ミュージシャン

### DREAM PASSPORT
| 蒼い夜明け - Drums：江口信夫 - Bass：高水健司 - Guitar：土方隆行 - Keyboards：新川博 - Chorus：曳田修, 鈴木弘明 DREAM FLIGHT - Drums：山木秀夫 - Bass：美久月千晴 - Guitar：今剛 - Keyboards：国吉良一, 佐藤準 - Synth.Operator：北城浩志 - Chorus：曳田修, 鈴木弘明, 佐藤準, 中沢堅司 恋の流星ブギ - Drums：青山純 - Bass：美久月千晴 - Guitar：角田順 - Keyboards：永田一郎, 米光亮 - Chorus：曳田修, 鈴木弘明 水の惑星 〜Love Balloon〜 - Drums：青山純 - Bass：伊藤広規 - Guitar：松原正樹 - Keyboards：新川博 - Synth.Operator：北城浩志 - Chorus：曳田修, 鈴木弘明 星空のメッセージ - Drums：山木秀夫 - Bass：美久月千晴 - Guitar：今剛 - Keyboards：国吉良一, 佐藤準 - Synth.Operator：北城浩志 - Chorus：曳田修, 鈴木弘明 モナリザを探せ - Drums：広瀬徳志 - Bass：伊藤昌明 - Guitar：三畑貞二 - Keyboards：中西康晴 - Trumpet：数原晋, 林研一郎 - Trombone：清岡太郎 - Saxophone：平原まこと - Chorus：曳田修, 鈴木弘明 | 君を守りたい - Drums：山木秀夫 - Bass：高水健司 - Guitar：今剛 - Keyboards：佐藤準 - Synthesizer Programmer：鈴木浩之 - Chorus：佐藤準, 中沢堅司 勇気を出して - Drums：江口信夫 - Bass：高水健司 - Guitar：土方隆行 - Keyboards：新川博 - Chorus：曳田修, 鈴木弘明 朝日のあたる街 - Drums：そうる透 - Bass：青木智仁 - Guitar：梶原順 - Keyboards：新川博 - Chorus：曳田修, 鈴木弘明 裸足の旅人 - Drums：そうる透 - Bass：松原秀樹 - Guitar：角田順 - Keyboards：新川博 - Chorus：曳田修, 鈴木弘明 …そして未来へ - Drums：そうる透 - Bass：青木智仁 - Guitar：梶原順 - Keyboards：新川博 - Chorus：曳田修, 鈴木弘明 And I love you - Drums：そうる透 - Bass：松原秀樹 - Guitar：角田順 - Keyboards：新川博 - Chorus：曳田修, 鈴木弘明 |

### クリスマス組曲
- Drums：伊藤史朗
- Bass：長岡道夫
- Guitar：小堀浩
- Keyboards：大原茂人, 石田勝範
- Percussions：MIHO ISHIYAMA, ISAO KAGEYAMA
- Strings：SATO Strings
- Trumpet：数原晋, 河東伸夫, 林研一郎
- Trombone：平内保夫, 岡田澄雄, 井口秀夫
- Saxophone：HAJIME YOSHINAGA, 斉藤清, 森守, 鈴木和雄
- Baritone Sax：石兼武美
- Harp：山川恵子
- Flute：相馬充, 衛藤幸雄
- Horn：藤田乙比古, FUMINORI NAKAJIMA
- Tuba：佐藤潔
- Synthesizer Programmer：鈴木浩之

## リリース履歴
| 規格  | 発売日        | レーベル         | 品番       |
| ----- | ------------- | ---------------- | ---------- |
| CD    | 1992年12月3日 | ポニーキャニオン | PCCA-00422 |
| 8cmCD | 1992年12月3日 | ポニーキャニオン | DMP-51     |